# 1,3-벤조다이옥솔
1,3-벤조다이옥솔(영어: 1,3-benzodioxole)은 화학식이 C6H4O2CH2인 유기 화합물이다. 1,2-메틸렌다이옥시벤젠(영어: 1,2-methylenedioxybenzene)이라고도 한다. 1,3-벤조다이옥솔은 벤젠 유도체와 메틸렌다이옥시 작용기를 포함하는 헤테로고리 화합물로 분류된다. 1,3-벤조다이옥솔은 무색의 액체이다.
벤조다이옥솔은 특별히 중요하지는 않지만 메틸렌다이옥시페닐기를 포함하고 있는 많은 관련 화합물들은 생물 활성이므로 살충제 및 의약품에서 발견된다.

## 제조
1,3-벤조다이옥솔은 이치환된 할로메테인을 사용하여 카테콜로부터 합성할 수 있다.

## 같이 보기
- 1,4-벤조다이옥신
- 메틸렌다이옥시기
- 사프롤
- 피페로날